# Johnson Bwalya
Johnson Bwalya (Mufulira, 3 dicembre 1967) è un ex calciatore zambiano.
Partecipò con la sua nazionale alle Olimpiadi di Seul del 1988. È fratello del calciatore zambiano Kalusha Bwalya.

## Carriera

### Club
Nato a Mufulira, Bwalya ha frequentato la scuola secondaria di Kantanshi e ha iniziato la sua carriera nel club della sua città: i Butondo Western Tigers. Nel 1986, passa ai Mufulira Wanderers, vincendo il titolo di calciatore zambiano dell'anno alla sua prima stagione nel club. Al termine della stagione firma per il club svizzero del FC Fribourg.
In seguito ha giocato per l'FC Zürich, l'FC Bulle, l'SC Kriens e l'FC Sion.

### Nazionale
Bwalya ha fatto il suo debutto per lo Zambia nell'aprile del 1987 nel corso di una gara valida per le qualificazioni ai Giochi dell'Africa contro il Malawi a Lusaka. Egli faceva parte della rosa zambiana che ai Giochi Olimpici di Seul 1988, tentò di diventare la prima squadra africana a raggiungere i quarti di finale del torneo. Bwalya segnò il gol decisivo nello storico poker ai danni della nazionale italiana, salvo poi infortunarsi nella campale sfida con la Germania. Un sonoro 4-0 dei tedeschi sancisce l'eliminazione dei Chipolopolo dalla competizione e per Bwalya l'inizio di un lungo calvario che lo terrà lontano dalla maglia della nazionale per ben quattro anni.
Non convocato per la fatale sfida contro il Senegal, dove quasi l'intera rappresentanza zambiana trovò la morte in un tragico incidente aereo, indossò nuovamente la maglia dei Chipolopolo partecipando alla Coppa d'Africa del 1994 e del 1996.